# 안병만
안병만(安秉萬, 1941년 2월 8일~2022년 5월 31일)은 대한민국의 교육인이다. 한국외국어대학교 총장을 역임했으며, 제52대 교육과학기술부 장관을 역임하였다.

## 학력
- 1956년 3월 전주북중학교 졸업
- 1959년 3월 경기고등학교 졸업
- 1963년 2월 서울대학교 법과대학 행정학 학사
- 1967년 8월 서울대학교 대학원 법학 석사
- 1974년 8월 플로리다 대학교 정치학 박사

### 명예 박사 학위
- 2004년 1월 델라웨어 대학교 명예 인문학 박사

## 경력
- 1968년 12월 명지대학교 행정학과 전임강사,조교수,부교수
- 1975년 8월 한국외국어대학교 행정학과 부교수,교수
- 1978년 11월 한국외국어대학교 학생처장
- 1983년 행정고등고시 시험위원
- 1988년 2월 한국외국어대학교 기획조정처장
- 1992년 2월 한국외국어대학교 대학원장
- 1992년 2월 한국외국어대학교 부총장
- 1994년 1월 한국행정학회 회장
- 1994년 4월 한국외국어대학교 총장
- 1995년 1월 한국정치학회 교육위원장
- 2002년 8월 한국외국어대학교 총장
- 2004년 4월 사이버외국어대학교 총장
- 2005년 3월 한국대학총장협회 회장
- 2005년 한국정치학회 및 한국행정학회 회원
- 2006년 1월 서울시정개발연구원 이사장
- 2006년 1월 한미교육문화재단 이사장
- 2006년 2월 한국외국어대학교 명예교수
- 2008년 5월 대통령자문 미래기획위원회 위원장
- 2008년 8월~2010년 8월: 대한민국 교육과학기술부 장관
- 2008년 10월: 제51대 유네스코 한국위원회 위원장
- 2011년 1월: 제3기 국가교육과학기술자문회의 부의장
- 2018년 1월: 한미교육문화재단 이사장

## 상훈
- 1987년 한국정치학회 학술상
- 1998년 콜롬비아 정부 공로훈장 대관장
- 2003년‘Applied Psychology:An International Review' 최우수논문상
- 2005년 헝가리 공훈십자훈장
- 2005년 플로리다 대학교 올해의 우수 동문상
- 2006년 대한민국 청조근정훈장
- 2006년 루마니아 국가교육분야 최고훈장

## 저서
- 《한국정부론》, 다산출판사, 1985
- 《현대한국정치론》, 법문사, 1986
- 《한국선거론》, 다산출판사, 1987
- 《한국의 선거와 한국인의 정치행태》, 인간사랑, 2005

## 발언
- 2009년 교육과학기술부 장관으로서 "신종플루 환자가 발생했다고 해서 무조건 학교가 문을 닫는 것은 바람직하지 않다"며 일선 학교에 신중한 대처를 당부했다.[2]

## 가족 관계
- 배우자: 박정희
  - 슬하: 안정훈, 안정아